# José Miret
José Miret (17 de junio de 1928 - 26 de febrero de 2010)  fue un militar argentino que desempeñó varios cargos durante la dictadura iniciada en 1976.

## Biografía
Tras culminar con sus estudios de educación secundaria, el biografiado ingresó como cadete de la Escuela de Aviación Militar el 8 de abril de 1946. El 13 de diciembre de 1948 egresó como alférez del escalafón general, con orden de mérito 11 sobre un total de 132 cadetes egresados de la promoción 14° de la mencionada institución aeronáutica militar. Entre sus compañeros de promoción se destacan los alféreces Pablo Osvaldo Apella y José María Romero.
El 24 de marzo de 1976, fue designado delegado de la Junta Militar en la Secretaría Técnica de la Presidencia. El 23 de abril del mismo año, asumió la titularidad de la Subsecretaría Legal y Técnica de la Secretaría General de la Presidencia.
Fue ascendido a brigadier el 28 de diciembre de 1977.
Asumió como titular de la Secretaría de Planeamiento de la Presidencia el 15 de diciembre de 1978; permaneció en dicho cargo hasta ser cesado el 30 de junio de 1982 para cumplir funciones en el Comando en Jefe de la Fuerza Aérea. Pero, dado que la FAA permitió que continuara en el cargo, fue ratificado en el mismo el 7 de julio del mismo año. Presentó renuncia a fines de 1983, la que se hizo efectiva el 10 de diciembre de ese año.